# Боренко Роман Васильович
Рома́н Васи́льович Боренко — лейтенант медичної служби Збройних сил України.
Начальник медичної служби аеромобільного підрозділу.

## Нагороди
За особистий внесок у зміцнення обороноздатності Української держави, мужність, самовідданість і високий професіоналізм, виявлені під час виконання військового обов'язку, та з нагоди Дня Збройних Сил України нагороджений орденом «За мужність» III ступеня (2.12.2016).